# 乔瓦尼·波吉亚

甘迪亞公爵徽章

喬瓦尼·波吉亞，第二代甘迪亞公爵（義大利語：Giovanni Borgia，1476年？—1497年），又稱胡安（Juan）或瓊（Joan），是羅馬教宗亞歷山大六世與情婦瓦諾莎·卡塔内的私生子，也是切薩雷·波吉亞、盧克雷齊婭·波吉亞、喬佛里·波吉亞的兄弟。目前還不清楚喬瓦尼是出生在1474年還是1476年，他曾長期被認為是亞歷山大和瓦諾莎的長子。但現代歷史學家，基本贊同他最有可能在1476年出生，比他的兄弟切薩雷·波吉亞年輕。喬瓦尼於他的同父異母兄長佩德羅·路易斯·德·波吉亞死後繼承了甘迪亞公爵的名號與領土，以及塞薩公爵、那不勒斯治安官、聖彼得總督等稱號。

## 家庭
在兄長佩德羅死後，喬瓦尼迎娶了他的未婚妻，伊莎貝拉女王的姪女瑪麗亞·安立奎茲·德·露娜為妻，婚後他們育有兩個孩子，分別是:
- 胡安·德·波吉亞（Juan de Borja y Enriquez），第三代甘迪亞公爵，第四代甘迪亞公爵；天主教聖人法蘭西斯科·德·波吉亞的父親。
- 弗朗西絲卡·德·黑素斯·波吉亞（Francisca de Jesus Borja），後來在瓦拉多利德的教堂擔任修女。

## 死亡
1497年6月14日，喬瓦尼的屍體在臺伯河被發現，死于謀殺，包括他的隨從也被殺害。這場謀殺沒有目擊證人，而喬瓦尼錢包裡面的30個杜卡特金幣也沒有被動過，因此大部分的人相信這是他兄弟切薩雷·波吉亞所策畫的，可能的動機是他們與阿拉貢的珊莎之間的情感糾葛，而切薩雷也是這場謀殺後的最大獲益者，包括瑪麗亞及伊莎貝拉女王都認為兇手是切薩雷，不過因為缺乏有力的證據以及目擊證人，這至今仍是一個未解之謎。